# Xojo
Xojo (früher REALbasic und Real Studio) ist eine objektbasierte Programmiersprache mit visuellen Entwicklungsumgebungen für macOS, Linux und Windows und basiert in ihren Befehlen und der Syntax auf der Programmiersprache BASIC.

## Eigenschaften
Xojo ähnelt sehr stark Visual Basic 6, so dass es seither sehr beliebt bei Visual-Basic-6-Anhängern ist, die nicht zu den .NET-Versionen wechseln wollen. Xojo wird mit einer großen Bibliothek an Elementen ausgeliefert. Eine eigene Version der Entwicklungsumgebung für Linux ist seit 2005 verfügbar.
Xojo-Programmcode kann ohne Änderungen auch auf den jeweils anderen Plattformen (speziell Windows, Linux, OS X und Web) kompiliert werden und erzeugt dabei Stand-Alone-Anwendungen, Konsolenanwendungen oder auch Webanwendungen für das jeweilige x86- oder x64-System. Dabei wird keine zusätzliche Laufzeitumgebung benötigt, lediglich unter x64-Linux muss unter Umständen eine Reihe zusätzlicher Bibliotheken installiert sein, um Xojo und die damit kompilierten Programme lauffähig zu machen. Besagte Webanwendung basiert dabei auf CGI, hingegen die Standalone auf dem Cocoa/Mono-Framework. Für jeweils plattformspezifische Änderungen sind Direktiven implementiert, die es erlauben, den Quellcode entsprechend anzupassen. Bis zur Version 5.5.5 lief die IDE noch nativ auf Mac OS 9, nachfolgende Versionen konnten bis 2007 Release 3 noch Mac-OS-9-Programme kompilieren.
Ab der Version 2014r3 kann Xojo auch zur Entwicklung nativer iOS-Apps verwendet werden. Die Entwicklung dafür muss zwingend auf Mac OS X erfolgen, da zum Debuggen der iOS Simulator von Apple verwendet wird, der nur unter OS X zur Verfügung steht. Ab der Version 2015r1 erzeugt Xojo iOS-Apps als Universal Binary. Mit der Version 2015r3 ist es möglich, auch Anwendungen für den Raspberry Pi 2 Model B+ und ähnliche Einplatinencomputer mit 32-Bit-ARMv7-CPU zu kompilieren. Durch Integration des LLVM ist ebenfalls das Erzeugen von Stand-Alone-Programmen für 64-Bit-Systeme der unterstützten Desktop- und Webplattformen möglich geworden. Die Xojo-IDE selbst ist in Xojo programmiert.
Version 2017r1 brachte in erster Linie Debugging unter 64 bit für macOS und Linux und führte neu einen Remote Debugger für den Raspberry Pi ein, mit dem das Entwickeln von einem Desktop-Rechner und automatisches Hochladen und Debugging der Debug-Applikation auf dem Raspberry Pi vom Entwicklungsrechner aus möglich sind.
Seit Version 2017r3 liegt die IDE als 64-Bit-Anwendung vor.
Seit Version 2023r3 wird die Entwicklung nativer Android-Apps unterstützt. Dazu ist es notwendig, dass die Entwicklungsumgebung Android Studio auf dem Entwicklungsrechner installiert ist.

## Xojo Cloud
Seit 11. März 2014 bietet Xojo die Xojo Cloud an, einen Xojo-eigenen integrierten Hosting-Service. Dieser Dienst ermöglicht Deployment Xojo-erstellter Webanwendungen auf einen Knopfdruck aus der IDE heraus. Das Deployment erfolgt dabei konfigurations- und wartungsfrei auf sicherheitsverbesserte Linux-Server des Providers Rackspace. Mehrstufige Sicherheitsmechanismen einschließlich intelligenter Firewall, Einbruchserkennung (Intrusion Detection System (IDS)) und Mandatory Access Controls (MAC) sowie Inter-Server-Kommunikation, um sich bei erfolgtem unerlaubtem Zugriff über die Art des Einbruchs zu informieren, schützen dabei sowohl Webanwendung als auch Server-Betriebssystem. Zur Benutzung der Xojo Cloud wird eine Xojo-Pro- oder -Web-Lizenz benötigt sowie der Abschluss eines Xojo Cloud-Subskriptionsplans.

## Geschichte
Realbasic wurde ursprünglich von dem US-Amerikaner Andrew Barry unter dem Namen CrossBasic entwickelt, damals jedoch als reine Macintosh-Software. Da CrossBasic einerseits sehr einfach zu bedienen war, andererseits aber durchaus professionelle Programme damit entwickelt werden konnten, entstand schnell eine große Nutzergemeinde. Aus dem ursprünglichen Hobbyprojekt (Barry war hauptberuflich Spiele-Entwickler) wurde Ende der 1990er Jahre eine kommerzielle Software. Der heutige Besitzer und CEO, Geoff Perlman, kaufte das Projekt und gründete in Austin (Texas) die Real Software Inc. Trotz einiger Anlaufschwierigkeiten ist Realbasic heute die führende BASIC-Entwicklungsumgebung auf dem Mac.
Seit dem 4. Juni 2013 heißt die Entwicklungsumgebung und Programmiersprache Xojo. Die Entscheidung dazu erfolgte aus Marketinggründen, um jegliche Assoziative zu älteren Dialekten und deren Nachteilen zu vermeiden.
Im Januar 2016 erhielt Xojo den BIG Innovation Award der Business Intelligence Group für herausragende technologische Innovationsleistungen.